# Atrachya
Atrachya là một chi bọ cánh cứng trong họ Chrysomelidae.
Chi này được Dejean miêu tả khoa học năm 1837.

## Các loài
Các loài trong chi này gồm:
- Atrachya alboplagiata (Jacoby, 1892)
- Atrachya atridorsata Kimoto, 1989
- Atrachya chiengmaica Kimoto, 1989
- Atrachya hitam Mohamedsaid, 1999
- Atrachya indica (Jacoby, 1896)
- Atrachya kusamai Takizawa, 1985
- Atrachya maculicollis Motschulsky, 1858
- Atrachya maeklangica Kimoto, 1989
- Atrachya trifasciata (Jacoby, 1896)
- Atrachya unifasciata Takizawa, 1978